# 158092 Frasercain
158092 Frasercain este un asteroid din centura principală de asteroizi.

## Descriere
158092 Frasercain este un asteroid din centura principală de asteroizi. A fost descoperit pe 28 noiembrie 2000 la Junk Bond Observatory de Jeffrey S. Medkeff. Asteroidul prezintă o orbită caracterizată de o semiaxă mare de 2,79 ua, o excentricitate de 0,17 și o înclinație de 10,0° în raport cu ecliptica.